# Parti communiste de Turquie (officiel)
 (février 2018).
Si vous disposez d'ouvrages ou d'articles de référence ou si vous connaissez des sites web de qualité traitant du thème abordé ici, merci de compléter l'article en donnant les références utiles à sa vérifiabilité et en les liant à la section « Notes et références ».
Pour les articles homonymes, voir Parti communiste de Turquie.
Ne doit pas être confondu avec Parti communiste de Turquie (1920).
Le Parti communiste turc est un parti politique créé pendant la guerre d'indépendance turque.
Ce parti ne doit pas être confondu avec le Parti communiste de Turquie, fondé en 1920 par Mustafa Suphi.

## Histoire
Le parti est créé le 18 octobre 1920 sur l'ordre de Mustafa Kemal. Il s'agit d'un parti communiste « officiel », inféodé au gouvernement, et dirigé par des hommes proches de Mustafa Kemal.  
La création de ce parti a deux objectifs. Le premier est de contrer l'influence du Parti communiste de Mustafa Suphi. Le deuxième est de soutenir la politique de rapprochement avec les bolcheviques russes, qui ont apporté leur appui à la guerre d'indépendance menée par Mustafa Kemal, notamment en fournissant des armes et des munitions.   
Le parti publie Anadoluda Yeni Gün, dirigé par Yunus Nadi Abalıoğlu.
Le gouvernement turc envoie une délégation du parti en Russie, dirigée par Tevfik Rüştü Aras, avec pour mission de développer les liens entre les deux pays. 
Atatürk met lui-même fin à l'existence de ce parti quelques mois plus tard.
Elle constitua un groupe parlementaire, le « Groupe Populaire » (ses 14 dirigeants étaient députés) qui regroupa jusqu’à 80 membres, plus ou moins opposants au gouvernement. Si son idéologie était le nationalisme panturc lié aux préceptes de l'Islam, l’Armée Verte flirtait avec la perspective d’un « bolchevisme musulman » allié avec Moscou et elle multipliait les proclamations démagogiques appelant le monde du travail à la révolte contre les exploiteurs.
Son quotidien, publié à Eskişehir, la ville qu'elle contrôlait, avait pour sous-titre : «journal islamique bolchevique»; un de ses détachements, fort de plusieurs centaines d’hommes, se faisait appeler le «détachement bolchevik», etc.
Cette évolution conduisit Kemal à ordonner en juillet la dissolution de l'Armée Verte, ce que celle-ci refusa ; ses partisans au sein du parlement réussissant même à faire nommer ministre de l’Intérieur Nâzim, un de ses chefs les plus opposés à sa dissolution (élection aussitôt invalidée par Kemal). Pour contrôler ces dangereuses sympathies envers la révolution russe, Mustafa Kemal imagina alors de créer en octobre 1920 un pseudo « Parti Communiste Turc» (dirigé par des généraux et autres hauts dirigeants kémalistes) qui, entre autres, était censé attirer les dirigeants de l’Armée verte.
Parmi les fondateurs de ce Parti communiste turc sous contrôle kémaliste figuraient Tevfik Rüştü Aras, Mahmut Esat Bozkurt, Celal Bayar, Yunus Nadi, Kılıç Ali, Hakkı Behiç Bayic, İhsan Eryavuz, Refik Koraltan, Eyüp Sabri Akgöl et Süreyya Yiğit. Le secrétaire général de ce parti était Hakkı Behiç Bayiç.
Des personnalités comme Mustafa Kemal Atatürk, Fevzi Çakmak, Ali Fuat Cebesoy, Refet Bele, İsmet İnönü et Kâzım Karabekir en sont devenus membres. Le journal du parti se nommait Yeni Gün. Le parti a même demandé son adhésion au Komintern. Le parti devait garder les tendances de gauche en Anatolie sous contrôle. Cependant, environ trois mois plus tard, l'organisation a été dissoute.

## But
Comme le but du Parti communiste turc est la création d'une société communiste, il est nécessaire que les gens établissent un ordre humain fondamental tel que l'égalité, la justice et la liberté soient garanties, et faire en sorte que toute l'humanité bénéficie de ressources égales.